# Chris Menges
Chris Menges, ASC, BSC (Kington (Herefordshire), 15 september 1940) is een Britse cameraman en filmregisseur. Hij is lid van zowel de American als de British Societies of Cinematographers. In 1985 won hij als cameraman een Oscar voor de film The Killing Fields en in 1987 zijn tweede voor de film The Mission. Met de film The Killing Fields won hij ook een BAFTA Award voor zijn camerawerk.

## Filmografie

### Als cameraman voor documentaires
- 1968: Abel Gance: The Charm of Dynamite
- 1969: Wild and Free Twice Daily
- 1971: The Save the Children Fund Film
- 1971: East 103rd Street
- 1984: Which Side Are You On? (met Jimmy Dibling)
- 1987: Jin San Jiao ya pian jun fa jie mi
- 2003: Concert for George
- 2019: Voice of Land

### Als cameraman voor speelfilms
- 1968: Last of the Long-haired Boys (niet vermeld, met Ken Hodges)
- 1969: Kes
- 1970: Loving Memory (met John Metcalfe en Tony Scott)
- 1971: Black Beauty
- 1971: Gumshoe
- 1979: Black Jack
- 1980: Babylon
- 1980: The Gamekeeper (met Charles Stewart)
- 1981: A Sense of Freedom (belichtingscameraman)
- 1981: Looks and Smiles
- 1982: Battletruck
- 1982: Angel
- 1983: Local Hero (belichtingscameraman)
- 1984: Comfort and Joy
- 1984: The Killing Fields
- 1985: Marie
- 1986: The Mission
- 1986: Fatherland
- 1987: Shy People
- 1987: High Season
- 1996: Michael Collins
- 1997: The Boxer
- 2001: The Pledge
- 2002: Dirty Pretty Things
- 2002: The Good Thief
- 2004: Criminal
- 2005: Tickets (met Mahmoud Kalari en Fabio Olmi)
- 2005: The Three Burials of Melquiades Estrada
- 2005: North Country
- 2006: Notes on a Scandal
- 2008: The Yellow Handkerchief
- 2008: Stop-Loss
- 2008: The Reader (met Roger Deakins)
- 2010: Route Irish
- 2010: London Boulevard
- 2011: Extremely Loud & Incredibly Close
- 2013: Hummingbird
- 2019: Waiting for the Barbarians

### Als regisseur voor documentaires
- 1969: Wild and Free Twice Daily
- 1981: East 103rd Street

### Als regisseur voor speelfilms
- 1988: A World Apart
- 1992: CrissCross
- 1993: Second Best
- 1999: The Lost Son

## Prijzen en nominaties

### Academy Awards (Oscars)
| Jaar | Titel              | Categorie        | Uitslag     |
| ---- | ------------------ | ---------------- | ----------- |
| 1985 | The Killing Fields | Beste camerawerk | Gewonnen    |
| 1987 | The Mission        | Beste camerawerk | Gewonnen    |
| 1997 | Michael Collins    | Beste camerawerk | Genomineerd |
| 2009 | The Reader         | Beste camerawerk | Genomineerd |

### BAFTA Awards
| Jaar | Titel              | Categorie        | Uitslag     |
| ---- | ------------------ | ---------------- | ----------- |
| 1984 | Local Hero         | Beste camerawerk | Genomineerd |
| 1985 | The Killing Fields | Beste camerawerk | Gewonnen    |
| 1987 | The Mission        | Beste camerawerk | Genomineerd |
| 1997 | Michael Collins    | Beste camerawerk | Genomineerd |
| 2009 | The Reader         | Beste camerawerk | Genomineerd |

### Filmfestival van Cannes
| Jaar | Titel         | Categorie                                         | Uitslag     |
| ---- | ------------- | ------------------------------------------------- | ----------- |
| 1988 | A World Apart | Palme d'Or, (Gouden Palm)                         | Genomineerd |
| 1988 | A World Apart | Grand Prix, (Grote Prijs)                         | Gewonnen    |
| 1988 | A World Apart | Prix du Jury Œcuménique, (Oecumenische Juryprijs) | Gewonnen    |